# جايمي بارادا
جايمي بارادا (بالإسبانية: Jaime Parada)‏ هو سياسي تشيلي وبنمي، ولد في 2 نوفمبر 1977 في سانتياغو في تشيلي. حزبياً، نشط في Progressive Party (Chile) ‏. وقد انتخب عضو مجلس النواب من شيلي.